# Warener Straße 14 (Teterow)

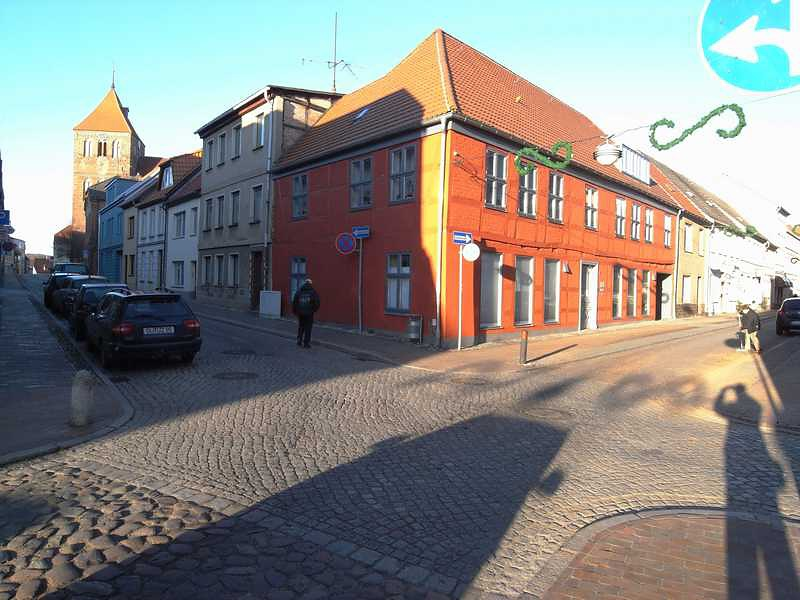
Rotes Eckhaus

Das Wohnhaus Warener Straße 14 in Teterow (Mecklenburg-Vorpommern), Warener Straße Ecke Schulstraße, wurde im 19. Jahrhundert gebaut. 
Das Gebäude steht unter Denkmalschutz.

## Geschichte
Die Stadt Teterow mit 8334 Einwohnern (2019) wurde  1230 angelegt und erhielt um 1235 das Stadtrecht.
Das zweigeschossige klassizistische rote Fachwerkhaus mit geputzten Ausfachungen wurde nach dem großen Stadtbrand von 1793 am Anfang des 19. Jahrhunderts gebaut. Im Rahmen der Städtebauförderung wurde es um 2005 saniert. Es wird durch eine Praxis und Wohnungen genutzt.